# UTC+10:00

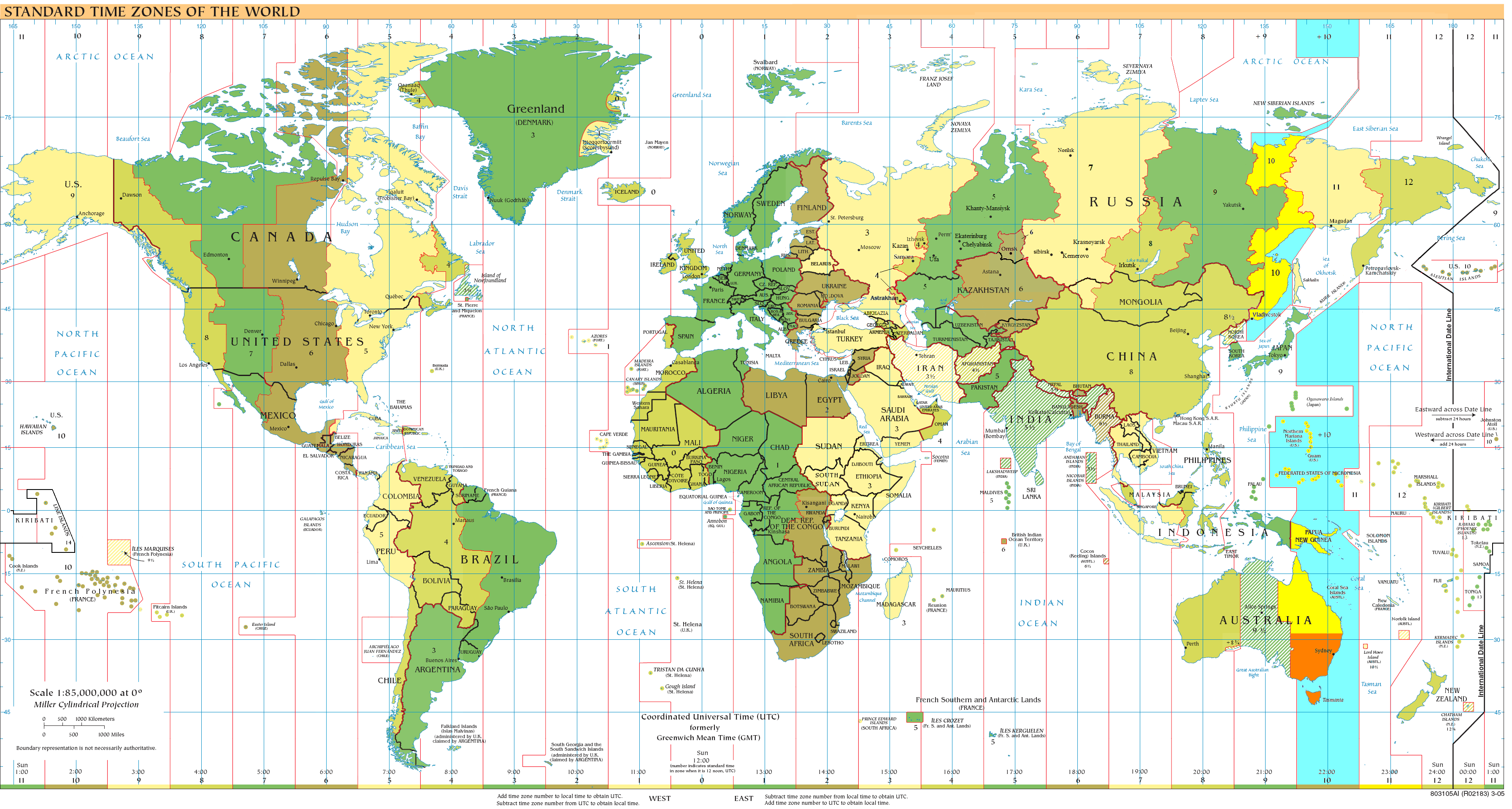
Az UTC+10 területei:

Az UTC+10:00 egy időeltolódás, amely tíz órával van előrébb az egyezményes koordinált világidőtől (UTC).

## Alap időzónaként használó területek (a déli félteke telein)

### Ausztrália
- Ausztrália
  - Ausztráliai fővárosi terület
  - Új-Dél-Wales (kivéve a Broken Hill-t és a Lord Howe-szigetcsoportot)
  - Tasmania
  - Victoria

## Alap időzónaként használó területek (egész évben)

### Ázsia(észak)
|  | Idő       | Zóna                       |
|  | --------- | -------------------------- |
|  | UTC+02:00 | MSK−1: kalinyingrádi idő   |
|  | UTC+03:00 | MSK: moszkvai idő          |
|  | UTC+04:00 | MSK+1: szamarai idő        |
|  | UTC+05:00 | MSK+2: jekatyerinburgi idő |
|  | UTC+06:00 | MSK+3: omszki idő          |
|  | UTC+07:00 | MSK+4: krasznojarszki idő  |
|  | UTC+08:00 | MSK+5: irkutszki idő       |
|  | UTC+09:00 | MSK+6: jakutszki idő       |
|  | UTC+10:00 | MSK+7: vlagyivosztoki idő  |
|  | UTC+11:00 | MSK+8: magadani idő        |
|  | UTC+12:00 | MSK+9: kamcsatkai idő      |

- Oroszország
  - Vlagyivosztok és környéke, a Vladivostok Time-ot (Vlagyivosztoki idő) használó területek

### Ausztrália és Óceánia
- Amerikai Egyesült Államok
  - Guam (az Egyesült Államok külbirtoka)
  - Északi-Mariana-szigetek (az Egyesült Államok külbirtoka)

- Mikronézia
  - Chuuk állam, Yap és a közeli területek

- Pápua Új-Guinea
- Ausztrália
  - Queensland

### Antarktika
- egyes területek

## Időzónák ebben az időeltolódásban
| Időzóna neve angolul             | Időzóna neve magyarul      | Időzóna rövidítése | Egyéb jelölés |
| -------------------------------- | -------------------------- | ------------------ | ------------- |
| Vladivostok Time                 | Vlagyivosztoki idő         | VLAT               | MSK+7         |
| Chamorro Standard Time           | Chamorro idő               | ChST               |               |
| Australian Eastern Standard Time | Ausztrál keleti (téli) idő | AEST               |               |
| Chuuk Time                       | Chuuki idő                 | CHUT               |               |
| Dumont-d'Urville Time[a]         | Dumont-d'Urville-i idő     | DDUT               |               |
| Papua New Guinea Time            | Pápua új-guineai idő       | PGT                |               |
| Kilo Time Zone[b]                | -                          | K                  |               |

## Megjegyzés
↑ a:  Az Antarktiszon használják.

↑ b:  Katonai időzóna.

## Fordítás
Ez a szócikk részben vagy egészben  az   UTC+10:00 című angol Wikipédia-szócikk ezen változatának fordításán alapul.  Az eredeti cikk szerkesztőit annak laptörténete sorolja fel. Ez a jelzés csupán a megfogalmazás eredetét és a szerzői jogokat jelzi, nem szolgál a cikkben szereplő információk forrásmegjelöléseként.